# Claude Lévi-Strauss
Claude Lévi-Strauss (phát âm tiếng Pháp: [klod levi stʁos]; phiên âm tiếng Việt: Lêvi-Xtơrôt; 28 tháng 11 năm 1908 – 30 tháng 10 năm 2009) là một nhà nhân chủng học và dân tộc học, triết gia người Pháp, và thường được gọi, cùng vớiJames George Frazer, là "cha đẻ nhân chủng học hiện đại".
Ông lập luận rằng tinh thần "dã man" có cùng cấu trúc như tinh thần "văn minh" và rằng các đặc điểm con người là như nhau ở mọi nơi. Những quan sát như vậy đạt đến tột độ trong cuốn sách Nhiệt đới buồn, thứ định vị ông như một trong những nhân vật trung tâm của trường phái tư tưởng cấu trúc luận, trong đó những ý tưởng của ông đi đến các lĩnh vực bao gồm khoa học nhân văn, xã hội học và triết học.
Ông được vinh danh bởi các trường đại học trên khắp thế giới và từng giữ ghế giáo sư về Nhân chủng học xã hội ở Collège de France (1959–1982); ông được bầu là một thành viên của Viện Hàn Lâm Pháp năm 1973.